# Dave Mackay
Pour les articles homonymes, voir Mackay.
Dave Mackay (né le 14 novembre 1934, mort le 2 mars 2015,) est un footballeur international écossais reconverti en entraineur. Il fait partie du Scottish Football Hall of Fame, intronisé lors de son inauguration en 2004.

## Palmarès joueur
- Coupe des coupes : 1963
- Championnat d'Écosse : 1958
- Coupe d'Écosse : 1956
- Coupe de la Ligue d'Écosse : 1955 et 1959
- Championnat d'Angleterre : 1961
- Coupe d'Angleterre : 1961, 1962 et 1967
- Charity Shield : 1961

## Palmarès entraineur
- Ligue des champions de la CAF : 1993
- Supercoupe de la CAF : 1993
- Championnat d'Angleterre : 1975
- Championnat du Koweït : 1980, 1982, 1983, 1984 et 1985[réf. nécessaire]
- Coupe du Koweït : 1981 et 1983[réf. nécessaire]
- Championnat d'Égypte : 1992 et 1993